# Droits de l'homme au Sénégal
Les droits de l'homme au Sénégal sont globalement mieux respectés que dans d'autres pays du continent, mais des cas de violation sont régulièrement rapportés.

## Histoire
La peine de mort a été abrogée en 2004.